# Atlas Cheetah
Pour les articles homonymes, voir Atlas.
L'Atlas Cheetah est un avion militaire développé par Atlas Aircraft Corporation en Afrique du Sud. C'est en fait une variante entièrement modernisée du Dassault Mirage III, apparue au milieu des années 1980.

## Historique

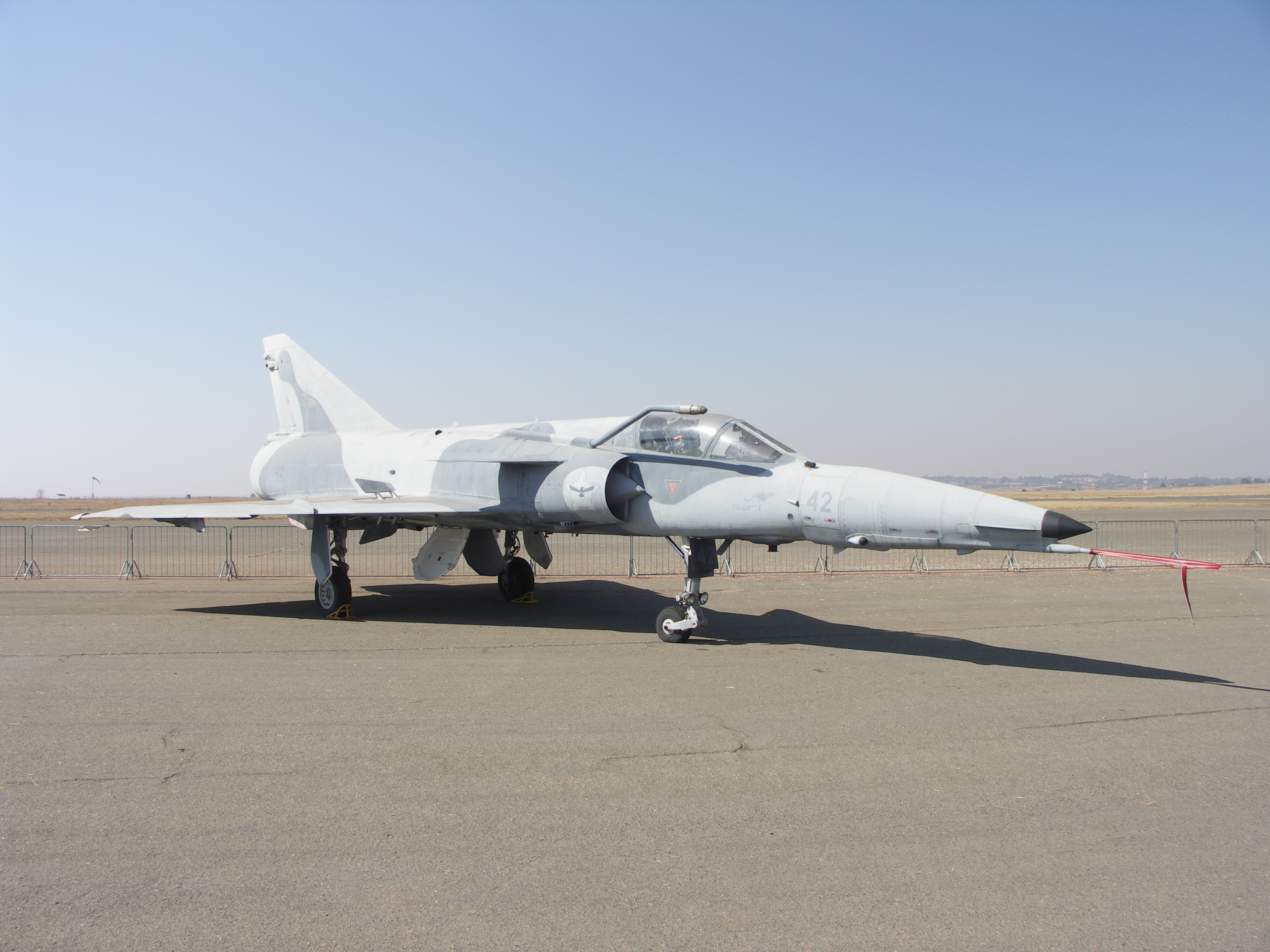
Un Cheetah E au SAAF Museum, à Pretoria.

L'Afrique du Sud reçoit ses premiers Mirage III en 1963. Ne pouvant remplacer ces avions en raison de l'embargo total sur les armes imposé par l'ONU, l'Afrique du Sud charge les ingénieurs de la société Atlas de les moderniser au début des années 1980.
Cette modernisation consistait à rénover complètement la structure pour prolonger sa durée de vie, à allonger le nez, à installer des plans canards et à effectuer diverses autres améliorations aérodynamiques ; seuls 50 % de la cellule furent conservés. Le réacteur Atar 9C d'origine aurait été conservé, sauf pour les biplaces et quelques exemplaires de reconnaissance, qui ont reçu le réacteur Atar 9-K50 du Mirage F1. Enfin, l'avionique a été largement modernisée. 
Désigné Cheetah, le premier prototype monoplace fait son vol inaugural en juillet 1986, il s'agit du Mirage III-D2Z no 845. Il est suivi immédiatement par un premier biplace. Vingt Mirage IIIBZ/DZ/D2Z biplaces sont convertis en Cheetah D, ainsi qu'environ 25 Mirage IIIEZ/RZ/R2Z en Cheetah E. Ils sont mis en service en 1990, tandis que les Mirage III restants sont réformés.
En avril 1992, une version améliorée nommée Cheetah ACW (Advanced Combat Wing) est dévoilée, sur laquelle le bord d'attaque de l'aile a reçu des modifications visant à améliorer les performances à basse vitesse.

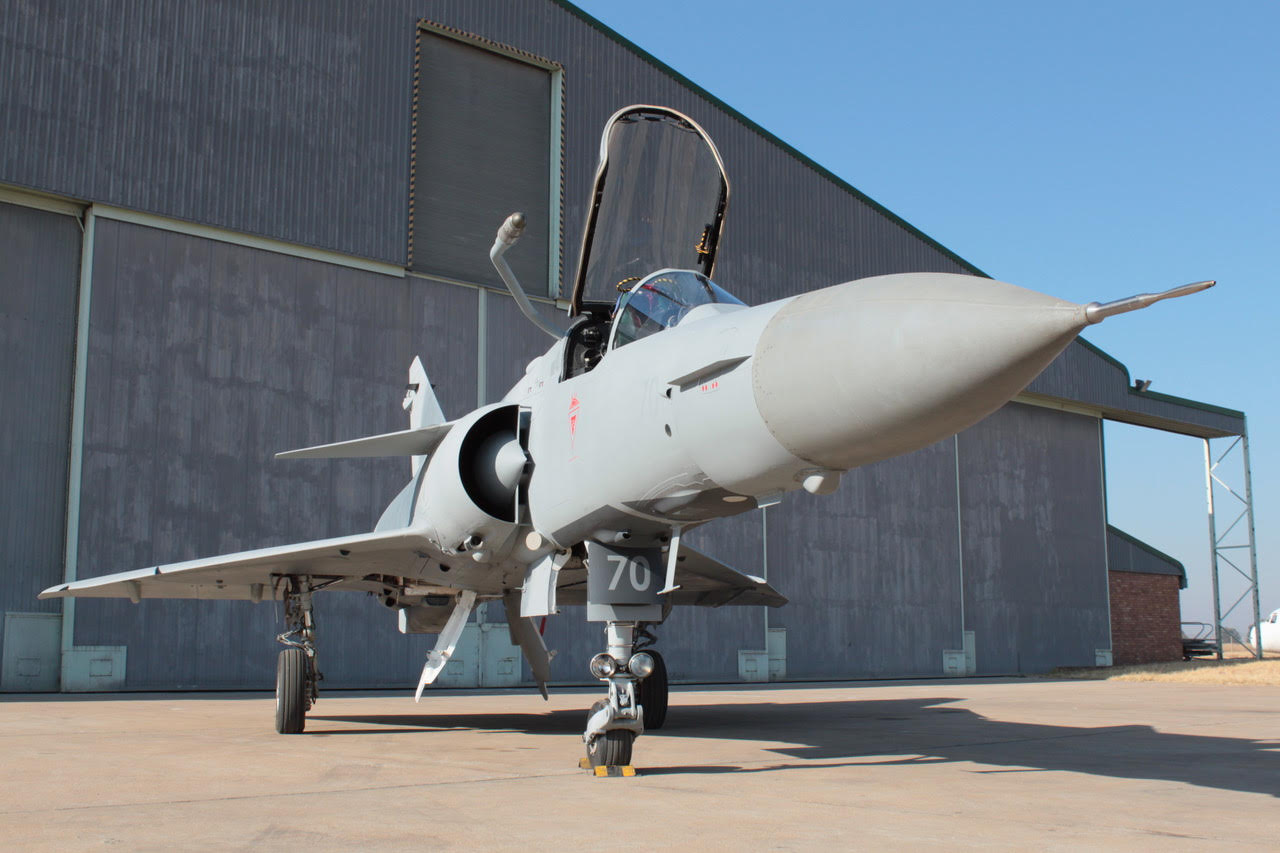
Un des Cheetah de Draken International en 2018.

En 1994, 20 Cheetah sur le point d'être retirés du service sont offerts au Chili, tandis que les autres sont portés au standard Cheetah C (nouvelles modifications aérodynamiques, nouveau radar plus performant, réacteur Atar 9-K50, etc.). Ces derniers Cheetah sont finalement remplacés par des Saab JAS 39 Gripen après 2008. Les 12 appareils restants sont vendus à la force aérienne équatorienne en 2010.
Le 11 décembre 2017, Draken International annonce l'acquisition de 9 monoplaces et 3 biplaces stockés depuis leur retrait en Afrique du Sud en 2008,. Les derniers seront livrés en mars 2021.

## Sources
- Pierre Gaillard, Avions et hélicoptères militaires d'aujourd'hui, Clichy/Paris, éditions Larivière, coll. « DOCAVIA », 1999, 304 p. (ISBN 978-2-907051-24-8, BNF 37045558), p. 304
- (en) Dominique Breffort et Andre Jouineau (trad. du français), The Mirage III, 5, 50 and derivatives from 1955 to 2000, Paris, Histoire et Collections, Paris, coll. « Planes and Pilots 6 », 2004, 81 p. (ISBN 978-2-913903-92-0, BNF 39225976)
- (en) Paul Eden (éditeur), The Encyclopedia of Modern Military Aircraft, Londres, Amber Books, 2004, 2006, 512 p. (ISBN 978-1-904687-84-9)
- (es) Carlos Pérez San Emeterio, Mirage. Espejismo de la técnica y de la política, Editorial San Martin, Madrid, coll. « Armas 30 », 1978 (ISBN 978-84-7140-158-8)